# Peter H. Smith
Pour les articles homonymes, voir Peter Smith (scientifique).
Peter Hopkinson Smith est un spécialiste américain de l'histoire, de l'économie et de la diplomatie latino-américaines né le 17 janvier 1940. Il a la distinction de professeur émérite de Science politique et le professeur Simon Bolivar d'études latino-américaines de l'université de Californie à San Diego. Auparavant il a été professeur d'histoire et directeur de département à l'Université du Wisconsin à Madison et professeur et doyen au Massachusetts Institute of Technology. 
Il a été président de l'Association des études latino-américaines et a également été le directeur du Centre d'études ibériques et latino-américaines, ainsi que le directeur des études latino-américaines à l'université de Californie à San Diego.

## Ouvrages
- (en) Politics and Beef in Argentina: Patterns of Conflict and Change, 1969.
- (en) Argentina and the Failure of Democracy: Conflict among Political Elites, 1904-1955, Université du Wisconsin à Madison, 1974 (ISBN 9780299066000).
- (en) Labyrinths of Power: Political Recruitment in Twentieth-Century Mexico, Université de Princeton, 1979 (ISBN 9780691608136).
- (en) Talons of Eagle: Dynamics of U.S.-Latin American Relations, Université d'Oxford, 1996 (ISBN 9780195083033).
- (en) Democracy in Latin America: Political Change in Comparative Perspective, Université d'Oxford, 2005 (ISBN 9780195387735).
- (en) Peter H. Smith, James N. Green et Thomas E. Skidmore, Modern Latin America, Université d'Oxford, 1984 (ISBN 9780190674656).
- (en) Drug Policy in the Americas, Westview, 1992 (ISBN 9780813382401).
- (en) Latin America in Comparative Perspective: New Approaches to Methods and Analysis, Westview, 1995 (ISBN 9780813321059).
- (en) NAFTA in the New Millennium, Université de l'Alberta, 2002 (ISBN 9780888643865).
- (en) East Asia and Latin America: The Unlikely Alliance, Rowman & Littlefied Publishers, 2003 (ISBN 9780742523760).
- (en) Promises of Empowerment: Women in Asia and Latin America, Rowman & Littlefied Publishers, 2006 (ISBN 9780742529243).